# Universidad Hofstra
La Universidad Hofstra (Hofstra University) es una universidad privada, sin fines de lucro, de los Estados Unidos. Su campus principal está situado en Long Island, en Hempstead, Nueva York, aproximadamente a 11 kilómetros al este de la Ciudad de Nueva York.
Es la universidad privada más grande de Long Island, y se fundó en 1935 como una extensión de la Universidad de Nueva York (NYU) bajo el nombre de Nassau College – Hofstra Memorial of New York University at Hempstead, Long Island; en 1939, la institución se separó del sistema de la NYU y obtuvo independencia bajo el nombre de Hofstra College, y en 1963 obtuvo su calidad de la universidad.
Está compuesta por 10 escuelas, incluyendo la Escuela de Medicina y una Escuela de Derecho. Hofstra se destaca por una serie de prominentes conferencias presidenciales, así como por haber sido elegida como sede de debates presidenciales en 2008, 2012 y 2016 —la única institución en hacerlo en tres ciclos de campaña consecutivos.